# Hlorofitum
Hlorofitum (lat. Chlorophytum), rod vazdazelenih trajnica iz porodice šparogovki, dio je potporodice saburovki. Postoji oko 200 vrsta u tropskoj i suptropskoj Aziji, subsaharskoj Africi i dijelovima Australije.

## Vrste
1. Chlorophytum acutum (C.H.Wright) Nordal
2. Chlorophytum affine Baker
3. Chlorophytum africanum (Baker) Baker
4. Chlorophytum alismifolium Baker
5. Chlorophytum alpinum Benth. ex Baker
6. Chlorophytum altum Engl. & K.Krause
7. Chlorophytum anceps (Baker) Kativu
8. Chlorophytum andongense Baker
9. Chlorophytum angulicaule (Baker) Kativu
10. Chlorophytum angustiracemosum Poelln.
11. Chlorophytum angustissimum (Poelln.) Nordal
12. Chlorophytum ankarense H.Perrier
13. Chlorophytum appendiculatum H.Perrier
14. Chlorophytum applanatum Nordal & Thulin
15. Chlorophytum arcuatoramosum R.B.Drumm.
16. Chlorophytum aridum Oberm.
17. Chlorophytum arundinaceum Baker
18. Chlorophytum asperum J.C.Manning
19. Chlorophytum assamicum D.Borah & A.P.Das
20. Chlorophytum basitrichum Poelln.
21. Chlorophytum baturense K.Krause
22. Chlorophytum belgaumense Chandore, Malpure, Adsul & S.R.Yadav
23. Chlorophytum benguellense (Baker) Meerts
24. Chlorophytum benuense Engl. & K.Krause
25. Chlorophytum bharuchae Ansari, Sundararagh. & Hemadri
26. Chlorophytum bifolium Dammer
27. Chlorophytum blepharophyllum Schweinf. ex Baker
28. Chlorophytum boomense Kativu
29. Chlorophytum borivilianum Santapau & R.R.Fern.
30. Chlorophytum bowkeri Baker
31. Chlorophytum brachystachyum Baker
32. Chlorophytum bracteatum Hua
33. Chlorophytum brevipedunculatum Poelln.
34. Chlorophytum breviscapum Dalzell
35. Chlorophytum bulbinifolium Hoell & Nordal
36. Chlorophytum burundiense Meerts
37. Chlorophytum calyptrocarpum (Baker) Kativu
38. Chlorophytum cameronii (Baker) Kativu
39. Chlorophytum camporum Engl. & K.Krause
40. Chlorophytum capense (L.) Voss
41. Chlorophytum caudatibracteatum Engl. & K.Krause
42. Chlorophytum caulescens (Baker) Marais & Reilly
43. Chlorophytum chelindaense Kativu & Nordal
44. Chlorophytum chevalieri Poelln.
45. Chlorophytum chinense Bureau & Franch.
46. Chlorophytum chloranthum Baker
47. Chlorophytum clarae Bjorå & Nordal
48. Chlorophytum collinum (Poelln.) Nordal
49. Chlorophytum colubrinum (Baker) Engl.
50. Chlorophytum comosum (Thunb.) Jacques
51. Chlorophytum cooperi (Baker) Nordal
52. Chlorophytum cordifolium De Wild.
53. Chlorophytum crassinerve (Baker) Oberm.
54. Chlorophytum cremnophilum van Jaarsv.
55. Chlorophytum crispum (Thunb.) Baker
56. Chlorophytum cyperaceum (Kies) Nordal
57. Chlorophytum dalzielii (Hutch. ex Hepper) Nordal
58. Chlorophytum debile Baker
59. Chlorophytum decaryanum H.Perrier
60. Chlorophytum decipiens Baker
61. Chlorophytum dianellifolium (Baker) H.Perrier
62. Chlorophytum distichum H.Perrier
63. Chlorophytum diwanjii Mujaffar, A.P.Tiwari & Chandore
64. Chlorophytum dolichocarpum Tamura
65. Chlorophytum ducis-aprutii Chiov.
66. Chlorophytum fasciculatum (Baker) Kativu
67. Chlorophytum fernandesii (Poelln.) Meerts
68. Chlorophytum filifolium Nordal & Thulin
69. Chlorophytum filipendulum Baker
70. Chlorophytum fischeri (Baker) Baker
71. Chlorophytum gallabatense Schweinf. ex Baker
72. Chlorophytum galpinii (Baker) Kativu
73. Chlorophytum geayanum (H.Perrier) Marais & Reilly
74. Chlorophytum geophilum Peter ex Poelln.
75. Chlorophytum glaucoides Blatt.
76. Chlorophytum glaucum Dalzell
77. Chlorophytum goetzei Engl.
78. Chlorophytum gothanense Malpure & S.R.Yadav
79. Chlorophytum gracile Baker
80. Chlorophytum graminifolium (Willd.) Kunth
81. Chlorophytum graniticola Kativu
82. Chlorophytum graniticum H.Perrier
83. Chlorophytum graptophyllum (Baker) Marais & Reilly
84. Chlorophytum haygarthii J.M.Wood & M.S.Evans
85. Chlorophytum herrmannii Nordal & Sebsebe
86. Chlorophytum heynei Baker
87. Chlorophytum hiranense Nordal & Thulin
88. Chlorophytum hirsutum A.D.Poulsen & Nordal
89. Chlorophytum holstii Engl.
90. Chlorophytum humbertianum H.Perrier
91. Chlorophytum humifusum Cufod.
92. Chlorophytum hypoxiforme (H.Perrier) Marais & Reilly
93. Chlorophytum hysteranthum Kativu
94. Chlorophytum immaculatum (Hepper) Nordal
95. Chlorophytum inconspicuum (Baker) Nordal
96. Chlorophytum indicum (Willd. ex Schult. & Schult.f.) Dress
97. Chlorophytum inornatum Ker Gawl.
98. Chlorophytum intermedium Craib
99. Chlorophytum kolhapurense Sardesai, S.P.Gaikwad & S.R.Yadav
100. Chlorophytum krauseanum (Dinter) Kativu
101. Chlorophytum krookianum Zahlbr.
102. Chlorophytum lancifolium Welw. ex Baker
103. Chlorophytum laxum R.Br.
104. Chlorophytum leptoneurum (C.H.Wright) Poelln.
105. Chlorophytum lewisae Oberm.
106. Chlorophytum limosum (Baker) Nordal
107. Chlorophytum littorale Nordal & Thulin
108. Chlorophytum longifolium Schweinf. ex Baker
109. Chlorophytum longiscapum Dammer
110. Chlorophytum longissimum Ridl.
111. Chlorophytum macrophyllum (A.Rich.) Asch.
112. Chlorophytum macrorrhizum Poelln.
113. Chlorophytum macrosporum Baker
114. Chlorophytum madagascariense Baker
115. Chlorophytum malabaricum Baker
116. Chlorophytum malayense Ridl.
117. Chlorophytum mamillatum Elden & Nordal
118. Chlorophytum minor Kativu
119. Chlorophytum modestum Baker
120. Chlorophytum molle (Baker) Meerts
121. Chlorophytum monophyllum Oberm.
122. Chlorophytum namaquense Schltr. ex Poelln.
123. Chlorophytum namorokense H.Perrier
124. Chlorophytum nepalense (Lindl.) Baker
125. Chlorophytum nervatum (C.H.Wright) Poelln.
126. Chlorophytum nervosum Nordal & Thulin
127. Chlorophytum nidulans (Baker) Brenan
128. Chlorophytum nimmonii Dalzell
129. Chlorophytum nubicum (Baker) Kativu
130. Chlorophytum nyasae (Rendle) Kativu
131. Chlorophytum nzii A.Chev. ex Hepper
132. Chlorophytum occultum A.D.Poulsen & Nordal
133. Chlorophytum orchidastrum Lindl.
134. Chlorophytum orchideum (Welw. ex Baker) Meerts
135. Chlorophytum palghatense K.M.P.Kumar & Adsul
136. Chlorophytum parkeri (Baker) Marais & Reilly
137. Chlorophytum parvulum Chiov.
138. Chlorophytum paucinervatum (Poelln.) Nordal
139. Chlorophytum pauciphyllum Oberm.
140. Chlorophytum pauper Poelln.
141. Chlorophytum pendulum Nordal & Thulin
142. Chlorophytum peralbum Poelln.
143. Chlorophytum perfoliatum Kativu
144. Chlorophytum petraeum Nordal & Thulin
145. Chlorophytum petrophilum K.Krause
146. Chlorophytum pilosicarinatum (Poelln.) Meerts
147. Chlorophytum polystachys Baker
148. Chlorophytum pseudocaule Tesfaye & Nordal
149. Chlorophytum pterocarpum Nordal & Thulin
150. Chlorophytum pubiflorum Baker
151. Chlorophytum pusillum Schweinf. ex Baker
152. Chlorophytum pygmaeum (Weim.) Kativu
153. Chlorophytum radula (Baker) Nordal
154. Chlorophytum ramosissimum Nordal & Thulin
155. Chlorophytum rangei (Engl. & K.Krause) Nordal
156. Chlorophytum recurvifolium (Baker) C.Archer & Kativu
157. Chlorophytum reflexibracteatum Poelln.
158. Chlorophytum rhizopendulum Bjorå & Hemp
159. Chlorophytum rigidum Kunth
160. Chlorophytum ruahense Engl.
161. Chlorophytum rubribracteatum (De Wild.) Kativu
162. Chlorophytum rutenbergianum Vatke
163. Chlorophytum saundersiae (Baker) Nordal
164. Chlorophytum scabrum Baker
165. Chlorophytum senegalense (Baker) Hepper
166. Chlorophytum serpens Sebsebe & Nordal
167. Chlorophytum sharmae Adsul, Lekhak & S.R.Yadav
168. Chlorophytum simplex Craib
169. Chlorophytum sofiense (H.Perrier) Marais & Reilly
170. Chlorophytum somaliense Baker
171. Chlorophytum sparsiflorum Baker
172. Chlorophytum sphacelatum (Baker) Kativu
173. Chlorophytum sphagnicola Meerts
174. Chlorophytum staudtii Nordal
175. Chlorophytum stenopetalum Baker
176. Chlorophytum stolzii (K.Krause) Weim.
177. Chlorophytum subligulatum H.Perrier
178. Chlorophytum subpetiolatum (Baker) Kativu
179. Chlorophytum suffruticosum Baker
180. Chlorophytum superpositum (Baker) Marais & Reilly
181. Chlorophytum sylvestre Bardot-Vaucoulon
182. Chlorophytum tenerrimum Peter ex Poelln.
183. Chlorophytum tetraphyllum (L.f.) Baker
184. Chlorophytum tillariense S.R.Yadav & Chandore
185. Chlorophytum tordense Chiov.
186. Chlorophytum transvaalense (Baker) Kativu
187. Chlorophytum trichophlebium (Baker) Nordal
188. Chlorophytum triflorum (Aiton) Kunth
189. Chlorophytum tripedale (Baker) H.Perrier
190. Chlorophytum tuberosum (Roxb.) Baker
191. Chlorophytum ustulatum (Welw. ex Baker) Meerts
192. Chlorophytum velutinum Kativu
193. Chlorophytum vestitum Baker
194. Chlorophytum viridescens Engl.
195. Chlorophytum viscosum Kunth
196. Chlorophytum waibelii K.Krause
197. Chlorophytum warneckei (Engl.) Marais & Reilly
198. Chlorophytum zambiense Bjorå & Nordal
199. Chlorophytum zavattarii (Cufod.) Nordal
200. Chlorophytum zingiberastrum Nordal & A.D.Poulsen

## Sinonimi
- Acrospira Welw. ex Baker
- Asphodelopsis Steud. ex Baker
- Dasystachys Baker
- Debesia Kuntze
- Hartwegia Nees
- Hollia Heynh.
- Schidospermum Griseb.
- Verdickia De Wild.